# East Ravendale
East Ravendale est une paroisse civile et un village du Lincolnshire, en Angleterre.